# Tysk-österrikiska backhopparveckan 2006/2007
Den Tysk-österrikiska backhopparveckan 2006/2007 var den 55:e i ordningen, och avgjordes som en del i världscupen i backhoppning 2006/2007. Sammanlagd vinnare blev Anders Jacobsen, Norge.

## Oberstdorf 30 december 2006
| Plac. | Hoppare               | Land      | Poäng |
| ----- | --------------------- | --------- | ----- |
| 1     | Gregor Schlierenzauer | Österrike | 296,0 |
| 2     | Andreas Küttel        | Schweiz   | 286,5 |
| 3     | Adam Małysz           | Polen     | 280,3 |
| 4     | Anders Jacobsen       | Norge     | 279,7 |
| 5     | Simon Ammann          | Schweiz   | 276,9 |
| 6     | Arttu Lappi           | Finland   | 276,3 |
| 7     | Janne Ahonen          | Finland   | 274,8 |
| 8     | Martin Koch           | Österrike | 270,6 |
| 9     | Anders Bardal         | Norge     | 267,1 |
| 10    | Thomas Morgenstern    | Österrike | 265,2 |

## Garmisch-Partenkirchen 1 januari 2007
| Plac. | Hoppare               | Land      | Poäng |
| ----- | --------------------- | --------- | ----- |
| 1     | Andreas Küttel        | Schweiz   | 135,9 |
| 2     | Matti Hautamäki       | Finland   | 133,0 |
| 3     | Noriaki Kasai         | Japan     | 132,9 |
| 4     | Gregor Schlierenzauer | Österrike | 129,4 |
| 5     | Anders Jacobsen       | Norge     | 128,1 |
| 5     | Bjørn Einar Romøren   | Norge     | 128,1 |
| 5     | Arttu Lappi           | Finland   | 128,1 |
| 8     | Martin Schmitt        | Tyskland  | 127,6 |
| 9     | Andreas Kofler        | Österrike | 124,9 |
| 9     | Michael Uhrmann       | Tyskland  | 124,9 |

## Innsbruck 4 januari 2007
| Plac. | Hoppare            | Land      | Poäng |
| ----- | ------------------ | --------- | ----- |
| 1     | Anders Jacobsen    | Norge     | 265,0 |
| 2     | Thomas Morgenstern | Österrike | 263,9 |
| 3     | Simon Ammann       | Schweiz   | 261,5 |
| 4     | Arttu Lappi        | Finland   | 257,7 |
| 5     | Janne Ahonen       | Finland   | 251,2 |
| 6     | Adam Małysz        | Polen     | 249,9 |
| 7     | Andreas Küttel     | Schweiz   | 234,0 |
| 8     | Martin Höllwarth   | Österrike | 231,2 |
| 9     | Manuel Fettner     | Österrike | 230,7 |
| 10    | Michael Uhrmann    | Tyskland  | 229,7 |

## Bischofshofen 7 januari 2007
| Plac. | Hoppare               | Land      | Poäng |
| ----- | --------------------- | --------- | ----- |
| 1     | Gregor Schlierenzauer | Österrike | 291,9 |
| 2     | Anders Jacobsen       | Norge     | 289,1 |
| 3     | Simon Ammann          | Schweiz   | 275,5 |
| 4     | Dmitrij Vasiljev      | Ryssland  | 269,1 |
| 5     | Thomas Morgenstern    | Österrike | 262,4 |
| 6     | Arthur Pauli          | Österrike | 254,9 |
| 7     | Andreas Küttel        | Schweiz   | 254,0 |
| 8     | Adam Małysz           | Polen     | 252,4 |
| 9     | Kamil Stoch           | Polen     | 251,3 |
| 10    | Michael Uhrmann       | Tyskland  | 248,1 |

## Slutställning
| Plac. | Hoppare               | Land      | Poäng |
| ----- | --------------------- | --------- | ----- |
| 1     | Anders Jacobsen       | Norge     | 961,9 |
| 2     | Gregor Schlierenzauer | Österrike | 944,6 |
| 3     | Simon Ammann          | Schweiz   | 931,9 |
| 4     | Thomas Morgenstern    | Österrike | 916,2 |
| 5     | Andreas Küttel        | Schweiz   | 910,4 |
| 6     | Arttu Lappi           | Finland   | 908,3 |
| 7     | Adam Małysz           | Polen     | 906,5 |
| 8     | Janne Ahonen          | Finland   | 890,7 |
| 9     | Michael Uhrmann       | Tyskland  | 852,0 |
| 10    | Dmitrij Vasiljev      | Ryssland  | 848,8 |